# Polder van de gebroeders Bos
De Polder van de gebroeders Bos is een voormalig waterschap in de provincie Groningen.
De polder lag tussen de toenmalige grens van de provincie Drenthe en het Hoendiep. Het gebied maakt tegenwoordig deel uit van de tegenwoordige Westpoort. Met name het gebied omringd door de Westpoortboulevard, de Londenweg en de Manchesterweg.
Geertsema noemt de polder, maar geeft niet aan of er een reglement is, met andere woorden of het een echt waterschap is. Dit soort polders bestonden wel meer. Ze werden geacht met vergunning aanwezig te zijn en werden ongereglementeerde polders genoemd. De molen van het schap sloeg uit op het Hoendiep. Tussen 1949-1980 waterde de polder af op het Drentse waterschap Matsloot-Roderwolde.
Waterstaatkundig gezien ligt het gebied sinds 1995 binnen dat van het waterschap Noorderzijlvest.